# Astolfo Dutra
Astolfo Dutra é um município brasileiro do estado de Minas Gerais localizado a leste da Zona da Mata. Sua população recenseada em 2022, segundo o IBGE, era de 14 138 habitantes. Sua economia se baseia na indústria de confecções.
Local de nascimento do ator e escritor Luís Linhares.

## Ferrovias
- Linha do Centro da antiga Estrada de Ferro Leopoldina [5]

## Demografia
Dados do Censo - 2000
População Total: 11.805 

Densidade demográfica (hab./km²): 73,9
Mortalidade infantil até 1 ano (por mil): 19,3
Expectativa de vida (anos): 73,4
Taxa de fecundidade (filhos por mulher): 2,1
Taxa de Alfabetização: 86,7
Índice de Desenvolvimento Humano (IDH-M): 0,771
- IDH-M Renda: 0,672
- IDH-M Longevidade: 0,807
- IDH-M Educação: 0,833